# Cyril Tommasone
Cyril Tommasone est un gymnaste français, né le 4 juillet 1987 à Villeurbanne. Ses agrès de prédilection sont les barres parallèles et, surtout, les arçons, qui lui ont valu deux médailles aux championnats du monde et quatre aux championnats d'Europe.

## Biographie
Il commence la gymnastique à sept ans et s'entraîne à la Convention Gymnique de Lyon comme Yann Cucherat avec qui il partage le même entraîneur, Anatoli Vorontzov. Il est membre de l'équipe de France depuis 2000 où il termine premier des Championnats de France Espoir. Depuis, sa carrière nationale connaît une belle progression notamment depuis 2010. Il a remporté de nombreux titres de champion de France, principalement au cheval d'arçons. Il a participé à deux olympiades (Londres 2012 et Rio 2016).
Il a terminé 4e des Jeux Olympiques de Rio en 2016. Malgré la place au pied du podium, il explique être satisfait de sa compétition car il a réalisé sa performance sans erreur et de la façon prévue.

## Palmarès

### Jeux olympiques
- Londres 2012
  - 8e au concours par équipes
  - 16e au concours général individuel
  - 5e au cheval d'arçons
- Rio 2016
  - 4e au cheval d'arçons

### Championnats du monde
- Londres 2009
  - 4e au cheval d'arçons

- Rotterdam 2010
  - 5e au concours par équipes

- Tokyo 2011
  -  médaille d'argent au cheval d'arçons

- Nanning 2014
  - 20e au concours général individuel
  -  médaille de bronze au cheval d'arçons

- Glasgow 2015
  - 10e au concours par équipes

- Doha 2018
  - 8e au cheval d'arçons

### Championnats d'Europe
- Birmingham 2010
  -  médaille de bronze au concours par équipes

- Berlin 2011
  -  médaille d'argent au cheval d'arçon
  - 16e au concours général individuel

- Montpellier 2012
  - 8e au concours par équipes
  - 7e au cheval d'arçons

- Sofia 2014
  - 5e au concours par équipes

- Berne 2016
  - 8e au cheval d'arçon
  - 6e au concours par équipes

- Glasgow 2018
  -  médaille de bronze au concours par équipes

- Szczecin 2019
  -  médaille d'argent au cheval d'arçons

### Jeux méditerranéens
- Tarragone 2018
  -  médaille de bronze au concours général par équipes
  -  médaille d'or au cheval d'arçon

### Autres compétitions internationales
- Tournoi de Anadia
  -  médaille de bronze aux arçons
- Internationaux de France 2018
  -  médaille d'or au cheval d'arçon

### Palmarès national
CDF = Championnats de France
| Epreuve         | Année                | Concours général | Sol | Cheval d'arçons | Anneaux | Saut de cheval | Barres Parallèles | Barre fixe |
| --------------- | -------------------- | ---------------- | --- | --------------- | ------- | -------------- | ----------------- | ---------- |
| Coupe nationale | Lyon 2008            |                  |     | 6e              |         |                |                   |            |
| CDF             | Levin 2009           | 15e              |     | 3e              |         |                |                   | 4e         |
| Coupe nationale | Bourges 2009         | 1er              | 1er | 1er             |         |                | 1er               | 2e         |
| CDF             | Albertville 2010     | 2e               | 1er |                 |         |                | 1er               | 1er        |
| CDF             | Toulouse 2011        | 1er              |     | 1er             |         |                | 2e                |            |
| CDF             | Nantes 2012          | 3e               | 4e  | 1er             |         |                | 4e                |            |
| CDF             | Mulhouse 2013        |                  |     | 1er             |         |                |                   |            |
| CDF             | Agen 2014            |                  |     | 1er             |         |                | 1er               |            |
| CDF             | Rouen 2015           |                  |     | 1er             |         |                | 5e                |            |
| CDF             | Mulhouse 2016        |                  |     | 1er             |         |                |                   |            |
| CDF             | Les Ponts de Cé 2017 |                  |     | 1er             |         |                |                   |            |
| CDF             | Caen 2018            |                  |     | 2e              |         |                |                   |            |